# Ficha
Las fichas se utilizan para registrar los datos extraídos de fuentes bibliográficas (como libros, revistas y periódicos) o no bibliográficas. Tradicionalmente las fichas eran tarjetas de forma rectangular de diversos tamaños, pero a finales del siglo XX se empezaron a usar bases de datos y otros soportes electrónicos para almacenar la información.
Las fichas se utilizan como medios para realizar un trabajo de investigación. Contienen datos de identificación de las obras, conceptos, ideas, resúmenes, síntesis, entre otros. Las fichas se almacenan en un fichero o archivo, un sistema real o virtual de organización de la información mediante una clasificación determinada. 
Existen diversos tipos de fichas ya sea de trabajo o temática .

## Ficha hemerográfica
En esta ficha, se registran datos de un periódico o revista de donde se extrajo alguna información. 
Para registrar al medio impreso donde fue extraída la información, se anotan los siguientes datos en la ficha:
1. Título del periódico o revista (subrayado o manuscrito).
2. Años que lleva circulando o tiempo en que se publicó.
3. Número de la publicación (opcional).
4. Ciudad donde fue impreso, seguido del país (en caso de que haya ciudades homónimas en diferentes países).
5. Fecha.

## Ficha electrónica
Este tipo de ficha registra datos de una página de Internet de donde se extrajo alguna información. Habitualmente, se anotan los siguientes datos en la ficha:
1. Apellidos y nombres del autor
2. Título
3. Editor
4. Dirección electrónica
5. Fecha de consulta

## Ficha bibliográfica
Las fichas  contienen los datos de identificación de un libro o de algún documento escrito sobre el objeto de estudio.  Estas fichas se hacen para todos los libros, artículos o textos, que pueden ser útiles a la investigación, no solo para los que son un libro. Estos datos figuran generalmente en la portada y en la contraportada, tales como: Nombre del autor, título del libro, nombre de la editorial, lugar de edición y año de publicación.
La ficha bibliográfica es una ficha que sirve para hacer las anotaciones de la bibliografía de estudio. No hay un consenso de cuáles son los requisitos a seguir para presentar los elementos básicos y opcionales de una ficha bibliográfica.
Ejemplo:
| GALTUNG, Joan.                                                                                    |
| Teoría y métodos de investigación social, (Tomo I y II).                                          |
| Buenos Aires, Editorial universitaria, 2a. ed., traducción de Edmundo Fuenzalida Faivovich, 1969. |

Si la obra tiene más de dos autores se anotan los apellidos y nombre del primero y después se agrega la locución latina et al. Si el autor es una institución, se escribe el nombre completo de la institución. Ejemplo:
| BOURDIEU, Pierre et al.                                                                               |
| El oficio de sociólogo.                                                                               |
| México, Siglo Veintiuno Editores. 2.ª edición, traducción de Fernando Hugo Azcurra, 1978, 372 páginas |

La antología es un libro elaborado a base de la recopilación de artículos científicos. El modo de fichar una antología es semejante a la ficha de un solo autor, con la diferencia de que en esta se menciona la palabra compilador entre paréntesis. Ejemplo:
| AVELLANEDA, Justo (compilador).        |
| Lecturas de Teoría de ciencia          |
| Editorial Jurídica S.A.(s.f). 345 PAG. |

Si la ficha se trata de un artículo de una antología se dan los nombres del autor y del editor o compilador.
Como datos opcionales de las fichas bibliográficas se puede consignar la signatura del libro en la biblioteca consultada,
los títulos de los capítulos principales, y si la obra contiene una bibliografía e índice de materias.

## Ficha catalográfica
Esta ficha se utiliza en las bibliotecas  para archivar los datos de diversas publicaciones que se encuentran en ella. Contienen los siguientes datos:
1. En la parte superior izquierda, apellido y primera letra del nombre del autor.
2. Debajo de esta, el año de la publicación, el tamaño, las páginas, el día y el mes.
3. En la parte media derecha o centrado se escribe los datos propiamente dichos de la ficha.

## Ficha textual
Es aquella ficha cuyo contenido es la transcripción del texto consultado o parte de él, por lo cual debe ser señalado entre comillas la información seleccionada, para que esta no sea tomada como una ficha personal. Debe tener estos datos:
1. La referencia bibliográfica de donde fue obtenida la información. Se coloca el nombre y apellido del autor o de los autores, el título de la obra subrayado, y el número de la página o páginas. Estos datos se escriben en la parte superior izquierda de la ficha.
2. La clasificación del material. Se coloca en la parte superior derecha de la ficha. Se anota la clasificación dada a la información extraída de la obra consultada, es decir, la materia o subtema.
3. La nota extraída del texto consultado entre comillas.

## Ficha de resumen
También conocida como una ficha de estudio, es una hoja de papel o un documento informático donde se recogen todos los datos principales de un tema a estudiar. En ella deben constar las ideas principales del tema y también las referencias, por ejemplo de dónde se ha sacado los datos.